# Protektor
Pour plus de détails, voir Fiche technique et Distribution.
Protektor est un film tchèque réalisé par Marek Najbrt, sorti en 2009.

## Fiche technique
- Titre : Protektor
- Réalisation : Marek Najbrt
- Scénario : Robert Geisler, Benjamin Tucek, Marek Najbrt
- Photographie : Miloslav Holman
- Musique : Petr Marek
- Costumes :
- Montage : Pavel Hrdlicka
- Producteur:Milan Kuchynka, Pavel Strnad
- Sociétés de production :
- Sociétés de distribution :
- Pays d'origine : République tchèque
- Langues : tchèque
- Dates de sortie :
  -  République tchèque :
  -  France :

## Distribution
- Marek Daniel - Emil Vrbata
- Klára Melísková - Vera
- Tomás Mechácek - Petr
- Matthias Brandt - Directeur
- Sandra Nováková - Krista
- Martin Myšička - Franta
- Jan Budař
- Jirí Ornest
- Jana Plodková - Hana Vrbatová
- Josef Polásek
- Simon Schwarz - Officier de la Gestapo
- Tomás Zatecka
- Cyril Drozda
- Leos Noha

## Distinctions
- Meilleur film aux Lions tchèques en 2009